# San José del Varal
San José del Varal är en ort i Mexiko.   Den ligger i kommunen Abasolo och delstaten Guanajuato, i den centrala delen av landet, 280 km väster om huvudstaden Mexico City. San José del Varal ligger 1 701 meter över havet och antalet invånare är 121.
Terrängen runt San José del Varal är platt västerut, men österut är den kuperad. Runt San José del Varal är det ganska tätbefolkat, med 124 invånare per kvadratkilometer. Närmaste större samhälle är Pénjamo, 16,1 km nordväst om San José del Varal. Trakten runt San José del Varal består till största delen av jordbruksmark.